# Saint-Évarzec
Saint-Évarzec (bret. Sant-Evarzeg) – miejscowość i gmina we Francji, w regionie Bretania, w departamencie Finistère.
Według danych na rok 1990 gminę zamieszkiwało 2966 osób, a gęstość zaludnienia wynosiła 120 osób/km² (wśród 1269 gmin Bretanii Saint-Évarzec plasuje się na 188. miejscu pod względem liczby ludności, natomiast pod względem powierzchni na miejscu 385.).